# Kangigutsak Island
Kangigutsak Island – niezamieszkana wyspa w zatoce Cumberland, w regionie Qikiqtaaluk, na terytorium Nunavut, w Kanadzie.
W pobliżu Kangigutsak Island położone są wyspy: Shakshukowshee Island, Nimigen Island, Maktaktujanak Island, Shakshukuk Island, Utsusivik Island, Opingivik Island, Aupaluktut Island, Nuvujen Island i Blacklead Island.